# Tajo
A Tajo (latinul Tagus, spanyolul Tajo [ˈtaxo] kb. /táho/, portugálul Tejo [ˈtɛʒu] kb. /tezsu/) az Ibériai-félsziget leghosszabb folyója. Spanyolországban, az Ibériai-hegységben, a García forrásnál ered és Portugália területén, Lisszabonnál tölcsértorkolattal ömlik az Atlanti-óceánba. Körülbelül 1038 km hosszú, amiből 716 km Spanyolország, 275 km Portugália és 47 km a két ország közti határ része. Mind Spanyolország, mind Portugália egyik legfontosabb folyója. Vízgyűjtő területe 81 000 km².
Érdekesség, hogy Villasca közelében, Madridtól csak mintegy 80 km távolságra egyik másodlagos mellékfolyója, a Rió de la Vega mindössze pár száz méterre ered a Riánsarestől, mely már a Costa de la Luz-ra vivő Guadiana egy másodlagos mellékfolyója.

## Mellékfolyók
Jobb oldalról: 
- Jarama
- Guadarrama

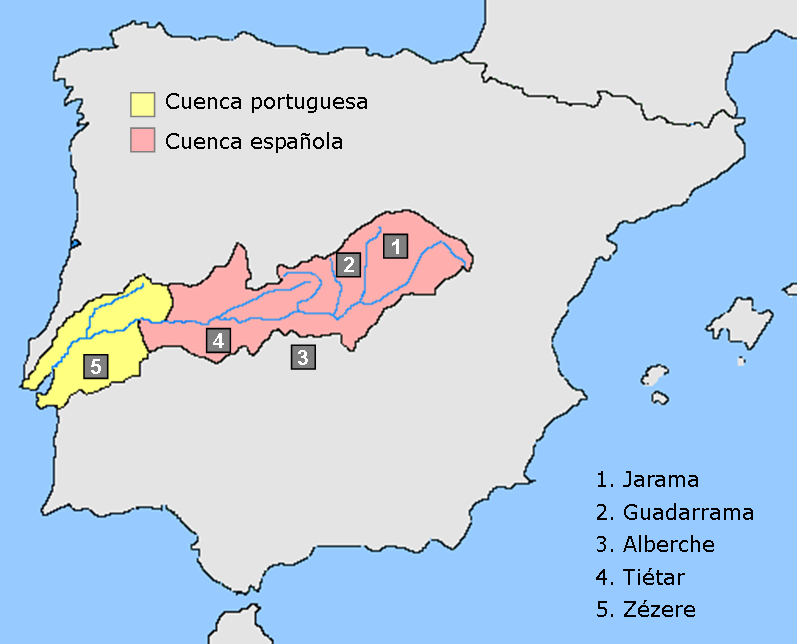
A Tajo vízgyűjtőterülete

- Río de la Hoz Seca (az első és legfontosabb)
- Tiétar
- Alberche
- Alagóna.

Bal oldalról:
- Guadiela
- Ibor
- Almonte
- Salor
- Sever

## Folyómenti települések

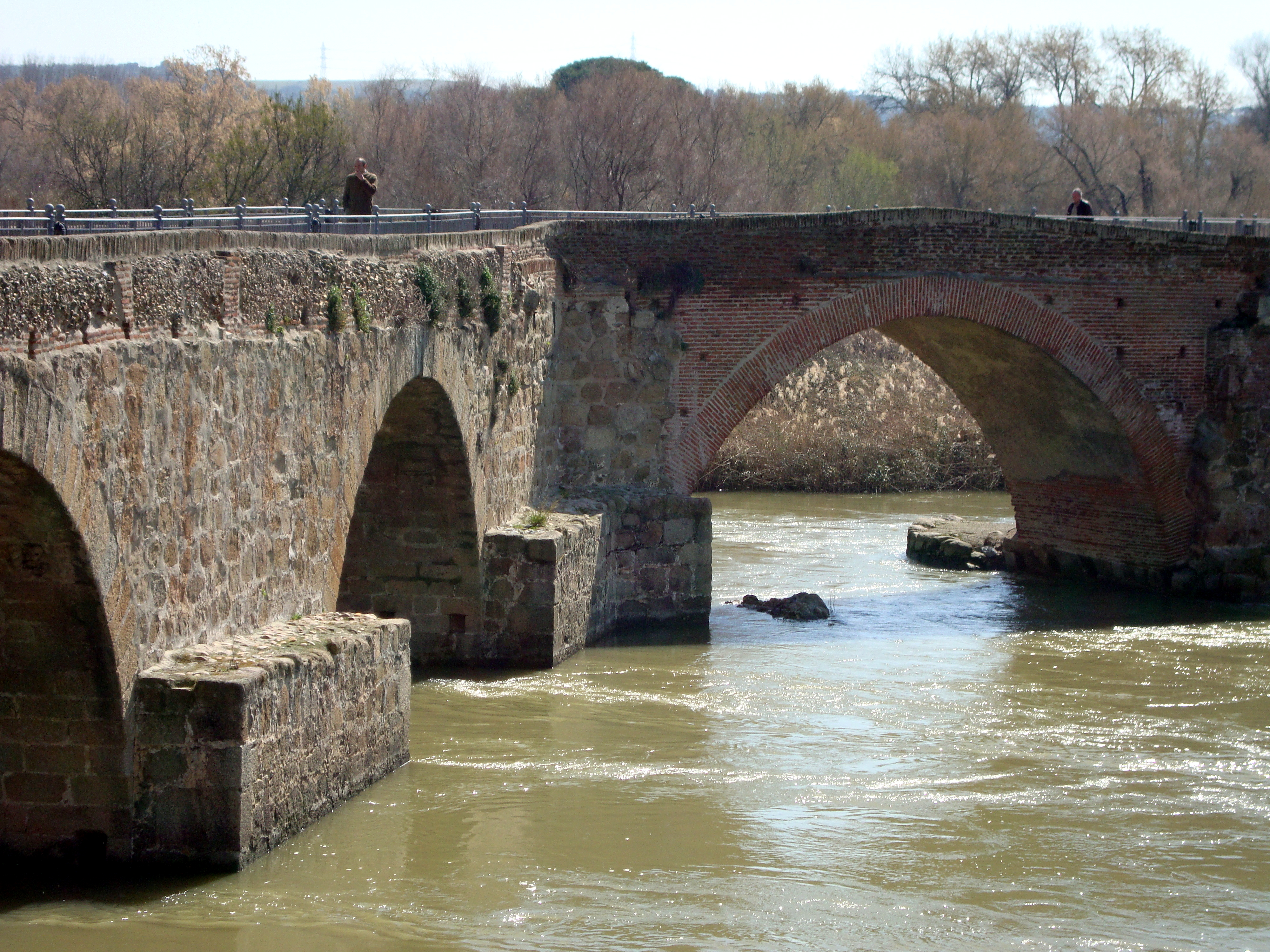
Római híd halad át a folyón Talavera de la Reina városnál

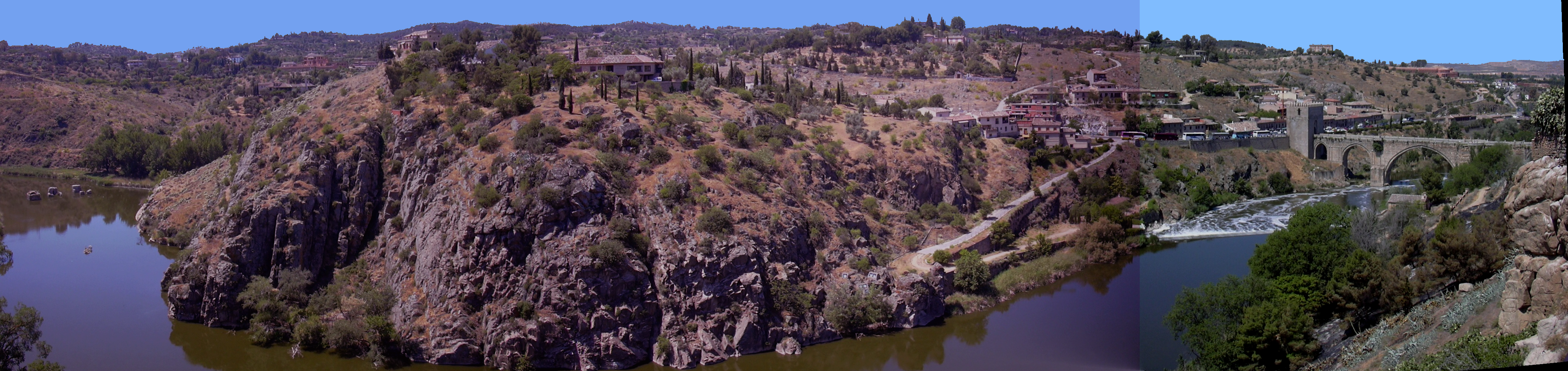
A Tajo Toledónál

### Spanyolországban
- Trillo
- Sacedón
- Aranjuez
- Toledo
- Talavera de la Reina
- Alcántara.

### Portugáliában
- Abrantes
- Santarém
- Vila Franca de Xira
- Alverca do Ribatejo
- Sacavém
- Lisszabon
- Almada